# سرجيوس الخامس من نابولي
سرجيوس الخامس كان ابن جون الخامس دوق نابولي وخليفته بين 1042-1082. في صيف 1074، اندلع القتال بين ريتشارد الأول من كابوا وروبرت جيسكارد. تحالف سرجيوس مع الأخير، وجعل مدينته مركزًا لإمدادات قوات جيسكارد. حرض هذا الأمر أفيرسا وكابوا ضده، في حين حظي ريتشارد بتأييد البابا. فتح سرجيوس مفاوضات مع البابا غريغوري السابع، حيث بالكاد نجا من الدمار في يونيو. تزامنت هذه المفاوضات مع تلك بين الأميرين النورمانيين بوساطة دير مونتيكاسينو.